# مالکی
مالکی نام یکی از مذاهب چهارگانه اهل سنت است که توسط مالک بن انس و در قرن ۸ میلادی مطابق با قرن ۲ هجری قمری تأسیس شد. فقه مالکی به قرآن و سنت به عنوان منابع اولیه تکیه دارد. در این مذهب، سنت علاوه بر گفتار و رفتار پیامبر، شامل احکام قانونی صادر شده توسط چهار خلیفه نخست، به خصوص احکام صادر شده توسط  عمر نیز می‌شود. برخلاف دیگر فقه‌های اسلامی، فقه مالکی، اجماع اهل مدینه را نیز به عنوان منبعی معتبر برای تشریع به رسمیت می‌شناسد.
مکتب مالکی یکی از بزرگ‌ترین گروه‌های مسلمانان اهل سنت است که از نظر تعداد پیروان از مذهب شافعی ، و مذهب حنفی کوچک‌تر است. شریعت مبتنی بر عقاید مالکی عمدتاً در شمال آفریقا (به استثنای شمال و شرق مصر)، غرب آفریقا، چاد، سودان، کویت، بحرین، قطر، امارت دبی (امارات متحده عربی) و در بخش‌های شمال شرقی عربستان سعودی رواج دارد.
.

نقشه پراکندگی مذاهب اسلامی

در دوران قرون وسطی، مکتب مالکی در بخش‌هایی از اروپا تحت حکومت اسلامی، به‌ویژه اسپانیای اسلامی و امارت سیسیل یافت می‌شد. یکی از مراکز تاریخی مهم تدریس مالکی، از قرن نهم تا یازدهم، در مسجد عقبه تونس بوده‌است.

## طایفه
مالکی نام یکی از طوایف عرب و زیر مجموعه طایفه مذحج و بنی کعب است که تعدادی از آنها در زمان خلافت عمر به ایران آمدند ولی قسمتی دیگر ایشان هنگام خلافت مأمون به همراه علی بن موسی الرضا به ایران آمدند و پس از به قتل رسیدن امام هشتم شیعیان توسط مأمون، نبرد بزرگی با سپاه مأمون داشته و پس از آن عده ای به طرف اهواز و عده ای به جنوب کرمان رفتند.
نسب ایشان به مالک بن حارث ملقب به مالک اشتر علیه جنگاور نامدار صدر اسلام و صحابه علی بن ابی طالب می‌رسد.